# Луи д’Арманьяк-Немур
Луи́ д’Арманья́к (фр. Louis d'Armagnac-Nemours; 1472 — 28 апреля 1503) — граф де Гиз, с 1500 года герцог де Немур и пэр Франции, граф де Пардиак и де Ла Марш, вице-король Неаполя (1501—1503).

## Биография
Третий сын Жака д’Арманьяка (1433—1477), герцога де Немура, графа де Ла Марша де Пардиак и де Кастра, и Луизы Анжуйской (1445—1476), дочери Карла IV, графа дю Мэн. Крестник короля Людовика XI.
Ему было 4 года, когда его отец, Жак д’Арманьяк, был арестован по подозрению в заговоре против Людовика XI. вскоре после этого от нервного потрясения умерла Луиза Анжуйская. Парижский парламент приговорил Жака д’Арманьяка к смертной казни, на которой, в 1477 году, согласно ничем не подтвержденной легенде,  присутствовали его дети: они были привязаны к скамье под эшафотом, после казни на них текла кровь их отца. После казни их якобы доставили в Бастилию, где их привязывали к столбу и секли, выдирая по зубу каждые три месяца. Старший брат Луи Жан, во время тюремного заключения лишился рассудка.
После смерти короля Людовика XI в 1483 году Луи написал письмо, в котором заявил о пытках. Опекуны Луи и его брата добились передачи им, для «поддержания достойной жизни», земель Гиз и Нувьон, составляющих наследство их матери. Постепенно им были возвращены, окончательно к 1491 году, практически все земли, владения и титулы их отца, конфискованные после его казни. При жизни брата Луи д’Арманьяк носил титул графа де Гиза, а после его смерти в 1500 году наследовал все владения и титулы их рода.
Принимал участие в Итальянских войнах. В 1495 году командовал авангардом войск Карла VIII во время похода в Неаполитанское королевство, при Людовике XII в 1501 году назначен вице-королём Неаполя (согласно Гренадскому соглашению, Неаполитанское королевство было поделено между Испанией и Францией). Однако пограничные стычки и недовольство сложившейся ситуацией стали причиной начала войны.
В сражении при Чериньоле 28 апреля 1503 года возглавил кавалерийскую атаку на испанские позиции, в ходе которой был убит.

## Наследие
Со смертью Луи мужская линия дома Арманьяк пресеклась. Со смертью Маргариты Арманьяк, титул графа де Гиз перешёл к Пьеру де Рогану. Титул герцога Немура вернулся короне, в 1508 году Людовик XII передал его своему племяннику Гастону де Фуа, полководцу в войне Камбрейской лиги с 1507 по 1512 годы.